# Tjeku
Tjeku o A-bt (Arpó de l'est) és el nom convencional assignat al nomós VIII del Baix Egipte. Apareix també com a Nofer-abti (Nefer abt). Estava situat a l'orient entre Pelúsion al nord, i la mar Roja al sud, a les terres a occident dels llacs d'aquesta regió.
La capital fou la ciutat de Tjeku o Per-Atum que correspon a la bíblica Pithom de la terra de Goshen (àrab Tell al-Maskhuta) i a la grega Heroòpolis. La ciutat era un centre d'adoració del déu Atum, el principal de la regió. Estrabó esmenta en aquest nomós la ciutat de Phagroriopolis que estava no gaire lluny de Heroòpolis en direcció sud-est. Ja no apareix com a nomós en temps de la dominació romana.